# San Sebastián Coatán
San Sebastián Coatán (San Sebastián en honor a San Sebastián Mártir) es un municipio del departamento de Huehuetenango de la región noroccidente de la República de Guatemala.  Se encuentra a una distancia de 107 km de la cabecera departamental Huehuetenango y a 377 km de la ciudad capital Guatemala. En el norte del municipio se encuentran los municipios de San Mateo Ixtatán y Nentón, al este se encuentran los municipios de San Rafael La Independencia y Santa Eulalia, al oeste se encuentran los municipios de San Miguel Acatán y Nentón y al sur se encuentran los municipios de San Miguel Acatán y San Rafael La Independencia.

## Toponimia

### Nombre castellano
Muchos de los nombres de los municipios y poblados de Guatemala constan de dos partes: el nombre del santo católico que se venera el día en que fueron fundados y una descripción con raíz náhuatl; esto se debe a que las tropas que invadieron la región en la década de 1520 al mando de Pedro de Alvarado estaban compuestas por soldados españoles y por indígenas tlaxcaltecas y cholultecas.
Según la obra Recordación Florida del cronista criollo guatemalteco Francisco Antonio de Fuentes y Guzmán en el año 1690, indica que el término es originario del idioma náhuatl y proviene de la palabra «Coatlán» que se divide entre los términos «Coat» que significa «Culebra» y «Tali» que significa «tierra», y quieren decir «Tierra de culebras».

### Nombre en chuj
La versión local indica que el nombre Coatán es originario del idioma chuj y proviene de la palabra «Kotanh» que en español significa "ven".

## Demografía
El municipio tiene, en 2022, una población aproximada de 25 935 habitantes según proyecciones basadas en el censo de población de 2018, equivalente a 154 personas por kilómetro cuadrado. Existe una población superior de gente de etnia maya Chuj representando el 99.2 % de la población total, y el 0.8 % es de gente ladina.

## División administrativa
El municipio cuenta con un total de cincuenta y tres centros poblados sin contar su cabecera municipal. Se divide en treinta y cuatro aldeas y diecinueve caseríos que son:
| División | Listado |
| -------- | --- |
| Aldeas   | 1. Yoljul 2. Yolhuitzon 3. Poy 4. Hiss 5. Ixquebaj 6. Quiquilum 7. Yolaxito 8. Ixtenam Tzunucap 9. Tzununcap 10. Chenen 11. Namtetac 12. Quecna 13. Biltac 14. San José Pueblo Nuevo Jucup 15. Ticolal 16. Bolontaj 17. Jolomtenam I 18. Jolomtenam II 19. Yalancamposanto 20. Yichucun 21. Taaj 22. Xoncol 23. Calhuitz 24. Jolombojop 25. Lolbatzam 26. Yoxacla 27. Tiqueen 28. Joom 29. Cajbaquil 30. Sactenam 31. Santo Domingo Xeen 32. Ulna 33. Yalanculuz I 34. Yalanculuz II 35. Tiajaila |
| Caseríos | 1. Tzula 2. Yolaquisis 3. Ixtenam Ixquín 4. Cojom 5. Nueva Reforma 6. Yuch`an 7. Yotzk`ojoltaj 8. Nuevo Progreso Xeen 9. Plan Quenchul 10. Timacap 11. Nueva Esperanza Tecopton 12. Tiqueen 13. Nannalte 14. B`astier 15. Julutz - Chamwakax 16. Nuevo San Juan Yaxtlajaw 17. Latac 18. Baireco |

## Geografía física
El municipio de San Sebastián Coatán tiene una extensión territorial de 168 km².

### Clima
La cabecera municipal de San Sebastián Coatán tiene clima templado (Clasificación de Köppen: Csb).
| Parámetros climáticos promedio de San Sebastián Coatán | Parámetros climáticos promedio de San Sebastián Coatán | Parámetros climáticos promedio de San Sebastián Coatán | Parámetros climáticos promedio de San Sebastián Coatán | Parámetros climáticos promedio de San Sebastián Coatán | Parámetros climáticos promedio de San Sebastián Coatán | Parámetros climáticos promedio de San Sebastián Coatán | Parámetros climáticos promedio de San Sebastián Coatán | Parámetros climáticos promedio de San Sebastián Coatán | Parámetros climáticos promedio de San Sebastián Coatán | Parámetros climáticos promedio de San Sebastián Coatán | Parámetros climáticos promedio de San Sebastián Coatán | Parámetros climáticos promedio de San Sebastián Coatán | Parámetros climáticos promedio de San Sebastián Coatán |
| Mes                                                    | Ene.                                                   | Feb.                                                   | Mar.                                                   | Abr.                                                   | May.                                                   | Jun.                                                   | Jul.                                                   | Ago.                                                   | Sep.                                                   | Oct.                                                   | Nov.                                                   | Dic.                                                   | Anual                                                  |
| ------------------------------------------------------ | ------------------------------------------------------ | ------------------------------------------------------ | ------------------------------------------------------ | ------------------------------------------------------ | ------------------------------------------------------ | ------------------------------------------------------ | ------------------------------------------------------ | ------------------------------------------------------ | ------------------------------------------------------ | ------------------------------------------------------ | ------------------------------------------------------ | ------------------------------------------------------ | ------------------------------------------------------ |
| Temp. máx. media (°C)                                  | 15.9                                                   | 16.0                                                   | 17.7                                                   | 18.1                                                   | 16.9                                                   | 16.2                                                   | 15.7                                                   | 16.2                                                   | 15.8                                                   | 15.0                                                   | 15.8                                                   | 16.2                                                   | 16.3                                                   |
| Temp. media (°C)                                       | 9.3                                                    | 9.1                                                    | 10.6                                                   | 11.3                                                   | 11.2                                                   | 11.3                                                   | 10.9                                                   | 10.9                                                   | 11.0                                                   | 10.3                                                   | 10.1                                                   | 10.1                                                   | 10.5                                                   |
| Temp. mín. media (°C)                                  | 2.7                                                    | 2.3                                                    | 3.6                                                    | 4.5                                                    | 5.6                                                    | 6.5                                                    | 6.2                                                    | 5.6                                                    | 6.3                                                    | 5.6                                                    | 4.4                                                    | 4.0                                                    | 4.8                                                    |
| Precipitación total (mm)                               | 37                                                     | 25                                                     | 36                                                     | 77                                                     | 142                                                    | 260                                                    | 183                                                    | 194                                                    | 244                                                    | 180                                                    | 77                                                     | 36                                                     | 1491                                                   |
| Fuente: Climate-Data.org                               |                                                        |                                                        |                                                        |                                                        |                                                        |                                                        |                                                        |                                                        |                                                        |                                                        |                                                        |                                                        |                                                        |

### Ubicación geográfica
Se encuentra a una distancia de 107 km de la cabecera departamental Huehuetenango y a 377 km de la ciudad capital Guatemala.  Está rodeado por municipios del departamento de Huehuetenango:
|                                   | Norte: San Mateo Ixtatán y Nentón                     |                                                   |
| Oeste: San Miguel Acatán y Nentón |                                                       | Este: San Rafael La Independencia y Santa Eulalia |
|                                   | Sur: San Miguel Acatán y San Rafael La Independencia. |                                                   |

## Gobierno municipal
Los municipios se encuentran regulados en diversas leyes de la República, que establecen su forma de organización, lo relativo a la conformación de sus órganos administrativos, tributos destinados para los mismos; esta legislación se encuentra dispersa en diversos niveles.  Ahora bien, que exista legislación específica para los municipios no significa que a estos no les sean aplicables las normas contenidas en otros cuerpos normativos, pues aunque se trata de entidades autónomas, las mismas se encuentran sujetas, al igual que todas las entidades de tal naturaleza, a la legislación nacional.
Específicamente, las principales leyes que rigen a los municipios en Guatemala desde 1985 son:
| N.º | Ley                                                | Descripción |
| --- | -------------------------------------------------- | --- |
| 1   | Constitución Política de la República de Guatemala | Le son aplicables diversos artículos generales de la misma, y además tiene una regulación legal específica en los artículos 253 al 262, que constituyen su base constitucional.                                                                                            |
| 2   | Ley Electoral y de Partidos Políticos              | Ley de carácter constitucional creada por la Asamblea Nacional Constituyente que aplicable a los municipios en diversos aspectos pero fundamentalmente en el tema de la conformación de sus autoridades electas, puesto que regula la manera en que se eligen y conforman. |
| 3   | Código Municipal                                   | Decreto 12-2002 del Congreso de la República de Guatemala. Tiene la categoría de ley ordinaria y contiene preceptos generales aplicables a todos los municipios, e inclusive contiene legislación referente a la creación de los municipios.                               |
| 4   | Ley de Servicio Municipal                          | Decreto 1-87 del Congreso de la República de Guatemala. Regula las relaciones entra la municipalidad y los servidores públicos en materia laboral. Tiene su base constitucional en el artículo 262 de la constitución que ordena la emisión de la misma.                   |
| 5   | Ley General de Descentralización                   | Decreto 14-2002 del Congreso de la República de Guatemala. Regula el deber constitucional del Estado, y por ende del municipio, de promover y aplicar la descentralización y desconcentración económica y administrativa.                                                  |

El gobierno de los municipios de Guatemala está a cargo de un Concejo Municipal, de conformidad con el artículo 254 de la Constitución Política de la República de Guatemala, que establece que «el gobierno municipal será ejercido por un concejo municipal». A su vez, el código municipal —que tiene carácter de ley ordinaria y contiene disposiciones que se aplican a todos los municipios de Guatemala— establece en su artículo 9 que «el concejo municipal es el órgano colegiado superior de deliberación y de decisión de los asuntos municipales […] y tiene su sede en la circunscripción de la cabecera municipal». Por último, el artículo 33 del mencionado código establece que «[le] corresponde con exclusividad al concejo municipal el ejercicio del gobierno del municipio».
El concejo municipal se integra de conformidad con lo que establece la Constitución en su artículo 254, es decir «se integra con el alcalde, los síndicos y concejales, electos directamente por sufragio universal y secreto para un período de cuatro años, pudiendo ser reelectos». Al respecto, el código municipal en el artículo 9 establece «que se integra por el alcalde, los síndicos y los concejales, todos electos directa y popularmente en cada municipio de conformidad con la ley de la materia».
Los alcaldes que ha habido en el municipio son:
- 2012-2016: Juan Sebastián Nicolás Diego Juan, y de 2016-2020 Domingo Diego Francisco[1]

## Historia
San Sebastián Coatán es un poblado cuyos orígenes se remontan a la época precolombina. 

### Época colonial
En 1600 es mencionado aparece como un lugar turístico y de visita que dependía del convento de Nuestra Señora de Candelaria de Chiantla, el cual estaba a cargo de los misioneros de la orden de Nuestra Señora de la Merced, o mercedarios.
En 1690 tenía una población de cuatrocientas personas que acostumbraban a sembrar y cosechar, y por eso era un pueblo muy próspero económicamente hablando, pero años después fueron perdiendo poco a poco sus riquezas debido a que en años anteriores obtenían ingresos por la venta de goma llamada Tecomahaca que era mezclada con copal y otros elementos ordinarios, pero ese mercado fue perdiendo importancia en Europa.
Cuando el arzobispo Pedro Cortés y Larraz, recorrió su diócesis de Guatemala entre 1768 y 1770 y visitó el poblado en 1770, indicando que el pueblo formaba parte de la parroquia de San Pedro Zulumá; además mencionó que tenía un total de 385 habitantes e hizo hincapié en el mal estado de los caminos, y que la comunicación entre un pueblo y otro se dificulta por eminentísimos cerros; agrega que las tierras de cultivo estaban bastante alejadas del pueblo, aproximadamente ocho leguas, en zonas de clima cálido, cerca de las selvas habitadas por indígenas lacandones.
Según la relación del obispo Juan de las Cabezas en 1613 y las actas de visita pastoral del arzobispo Pedro Cortés y Larraz en 1770, los mercedarios llegaron a tener a su cargo nueve doctrinas en el área, y sus muchos anexos, que eran: Santa Ana de Malacatán, Concepción de Huehuetenango, San Pedro de Solomá, Nuestra Señora de la Purificación de Jacaltenango, Nuestra Señora de la Candelaria de Chiantla, San Andrés de Cuilco, Santiago de Tejutla, San Pedro de Sacatepéquez, y San Juan de Ostuncalco.

### Tras la independencia de Centroamérica
El 27 de septiembre de 1821 el Ayuntamiento firmó su adhesión a la independencia de Centroamérica, erigiendo un monumento conmemorativo. La constitución de 1825 también dividió el territorio en diez distritos con varios circuitos cada uno para la impartición de justicia. Jacaltenango fue sede del circuito del mismo nombre en el distrito N.º 9 (Totonicapán) al que pertenecían también Santa Ana Huista, San Antonio Huista, San Andrés, San Marcos, Concepción, Nentón, Petatán, Acatán, San Juan Ixcoy, San Sebastián Coatán, Santa Eulalia, Istatán, Ishcán, Ixcacao, Sajnabac, Paduano, Cajtavi, Lo de Alvarado, Tierra Negra y Montenegro, esta última ahora parte de México.

### El efímero Estado de Los Altos

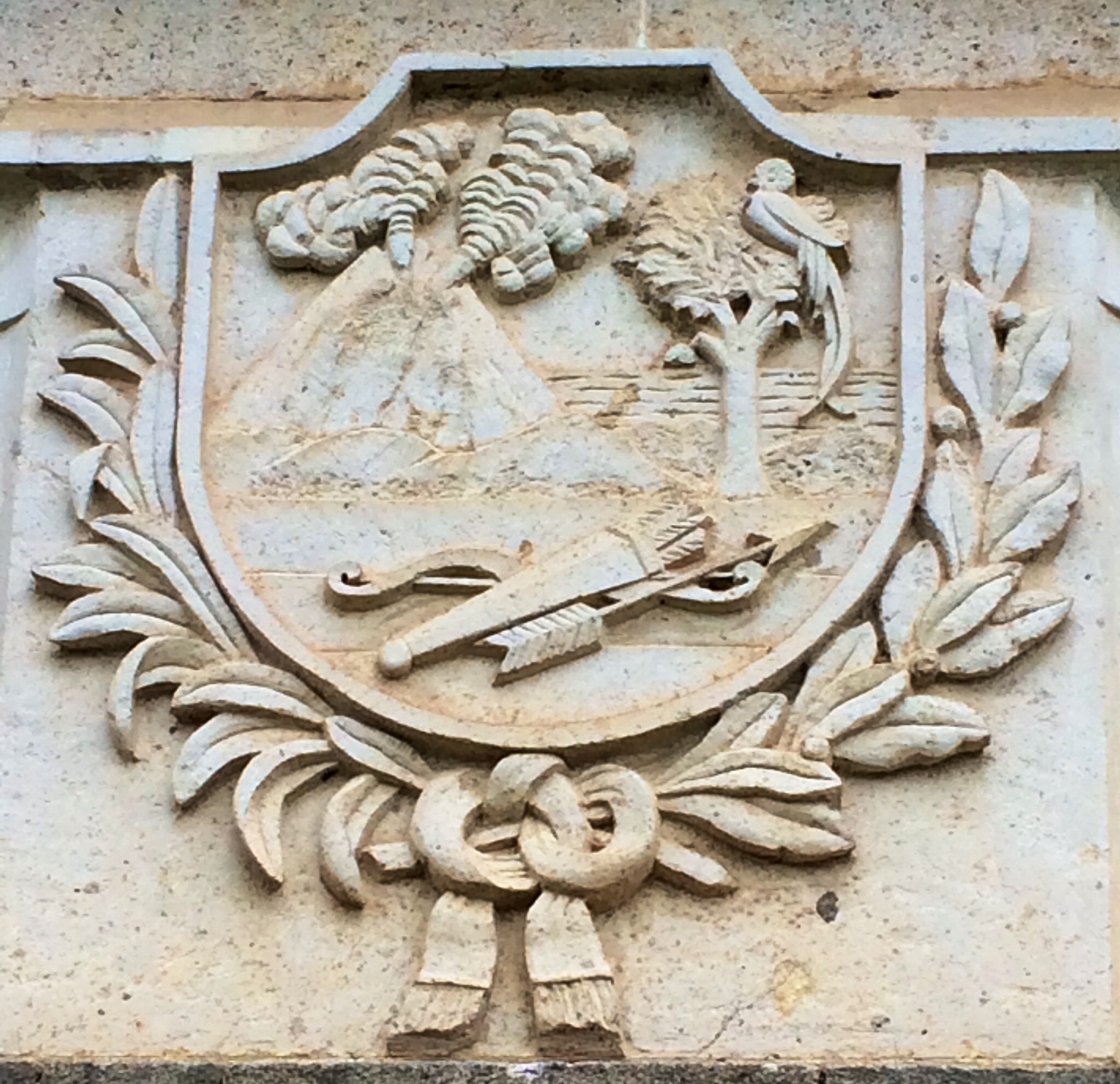
Escudo del Estado de los Altos

A partir del 3 de abril de 1838, San Sebastián Coatán fue parte de la región que formó el efímero Estado de Los Altos y que forzó a que el Estado de Guatemala se reorganizara en siete departamentos y dos distritos independientes el 12 de septiembre de 1839:
- Departamentos: Chimaltenango, Chiquimula, Escuintla, Guatemala, Mita, Sacatepéquez, y Verapaz
- Distritos: Izabal y Petén[18]

La región occidental de la actual Guatemala había mostrado intenciones de obtener mayor autonomía con respecto a las autoridades de la ciudad de Guatemala desde la época colonial, pues los criollos de la localidad consideraban que los criollos capitalinos que tenían el monopolio comercial con España no les daban un trato justo.  Pero este intento de secesión fue aplastado por el general Rafael Carrera, quien reintegró al Estado de Los Altos al Estado de Guatemala en 1840.

## Economía
La agricultura es la principal actividad productiva y medio de subsistencia de los coatanecos. La mayoría de las personas económicamente activas se consideran agricultores, sin embargo en los últimos años, a causa del crecimiento acelerado de la población, las familias ya no cuentan con suficiente terreno para cultivar por lo que se han visto en la obligación de buscar otra ocupación y dejar en segundo plano la agricultura. Además, con el paso del tiempo la tierra se ha vuelto poco fértil ocasionando baja en la producción.